# حسين حلواني
حسين حلواني مواليد 6 يناير 1996 في جدة، السعودية، هو لاعب كرة قدم سعودي في نادي الانتصار.

## مسيرة اللاعب
مثل الاتحاد وأعاره نادي الاتحاد إلى نادي الباطن مطلع عام 2018 و أعاره إلى نادي العروبة في صيف 2018. وانتقل إلى نادي الطائي مطلع عام 2019 و وقع في صيف عام 2019 مع نادي أحد و لم يلعب معهم و وقع مع نادي نجران و انتقل إلى نادي الاتفاق في عام 2020 و أعير إلى نادي العين مطلع عام 2021 و وقع مع الوحدة في صيف 2021 و وقع مع نادي الخليج مطلع عام 2022 و بعدها لعب مع نادي هجر ونادي نجران ونادي الانتصار.

## روابط خارجية
- حسين حلواني على موقع قاعدة بيانات كرة القدم.إي يو (الإنجليزية)
- حسين حلواني على موقع Soccerway.com (الإنجليزية)
- حسين حلواني على موقع كووورة